# 87 v.Chr.
Het jaar 87 v.Chr. is een jaartal in de 1e eeuw v.Chr. volgens de christelijke jaartelling.

## Gebeurtenissen

### Italië
- In Rome heerst politieke onrust, er ontstaan burgertwisten tussen de optimates (conservatieve aristocratie) trouw aan Cornelius Sulla en de populares, aanhangers van de "Volkspartij". Er breken bloedige gevechten uit op het Forum Romanum.
- Lucius Cornelius Cinna wordt door de Senaat gekozen tot consul en herstelt de macht van de democraten. Gaius Marius keert terug, hij verzamelt een leger van veteranen en trekt Rome binnen.
- De 19-jarige Gnaeus Pompeius Magnus, de zoon van Gnaeus Pompeius Strabo, erft zijn vermogen en de trouw van de legionairs die onder zijn vader hebben gediend.

### Griekenland
- Lucius Cornelius Sulla landt met het Romeinse leger (5 legioenen) in Epirus, hij trekt plunderend door Boeotia en Attika.
- Winter - Cornelius Sulla belegert Athene, de "Lange Muren" nu ruïnes, bieden geen bescherming voor de bevolking. Mithridates VI van Pontus domineert met zijn vloot de Egeïsche Zee.
- Posidonius, een Griekse sterrenkundige, ontwikkelt op Rhodos het Mechanisme van Antikythera. Het apparaat wordt gebruikt voor astronomische tijdsberekeningen, zoals zonsverduisteringen.

### Palestina
- Antiochus XII voert in Judea met het Seleuciden leger opnieuw een veldtocht tegen Obodas I van de Nabateeërs. Hij wordt echter de Negev-woestijn ingelokt en vernietigend verslagen.

### Syrië
- Philippus I Philadelphus (87 - 83 v.Chr.) regeert in Antiochië en wordt erkend als koning van de Seleuciden.

### China
- De 7-jarige Han Zhaodi (87 - 74 v.Chr.) volgt zijn vader Han Wudi op en bestijgt de troon van het Chinese Keizerrijk. In het land heerst armoede en grootgrondbezitters worden steeds machtiger.

## Geboren
- Gaius Cassius Longinus (~87 v.Chr. - ~42 v.Chr.), Romeins veldheer en een van de samenzweerders tegen Julius Caesar

## Overleden
- Gnaeus Pompeius Strabo, Romeins veldheer en vader van Pompeius Magnus
- Marcus Antonius Orator (~143 v.Chr. - ~87 v.Chr.), Romeins consul en redenaar (56)
- Quintus Lutatius Catulus (~150 v.Chr. - ~87 v.Chr.), Romeins consul en veldheer (63)